# Raja Mohan
Chilamkuri Raja Moha, més conegut com a Raja Mohan, és un acadèmic, periodista i analista de política exterior indi. És el director de l'Institut d'Estudis del Sud d'Àsia de la Universitat Nacional de Singapur. Anteriorment, va ser el director fundador de Carnegie India. També ha estat membre distingit de l'Observer Research Foundation, Nova Delhi i membre sènior del Center for Policy Research, Nova Delhi, i abans d'això, professor de la S. Rajaratnam School of International Studies, Universitat tecnològica de Nanyang, a Singapur i professor del Centre d'Estudis del Sud, Central, Sud-est asiàtic i del Pacífic Sud-oest, de l'Escola d'Estudis Internacionals de la Universitat Jawaharlal Nehru, a Nova Delhi. Va ser Henry Alfred Kissinger Scholar al John W. Kluge Center de la Biblioteca del Congrés dels Estats Units entre 2009 i 2010.